# Hermanites hornibrooki
Hermanites hornibrooki är en kräftdjursart som först beskrevs av H.S. Puri 1960.  Hermanites hornibrooki ingår i släktet Hermanites och familjen Hemicytheridae. Inga underarter finns listade i Catalogue of Life.